# Triodoclytus
Triodoclytus is een kevergeslacht uit de familie van de boktorren (Cerambycidae). De wetenschappelijke naam van het geslacht werd voor het eerst geldig gepubliceerd in 1913 door Casey.

## Soorten
Triodoclytus is monotypisch en omvat slechts de volgende soort:
- Triodoclytus lanifer (LeConte, 1873)